# Hermann Ludwig Dryander

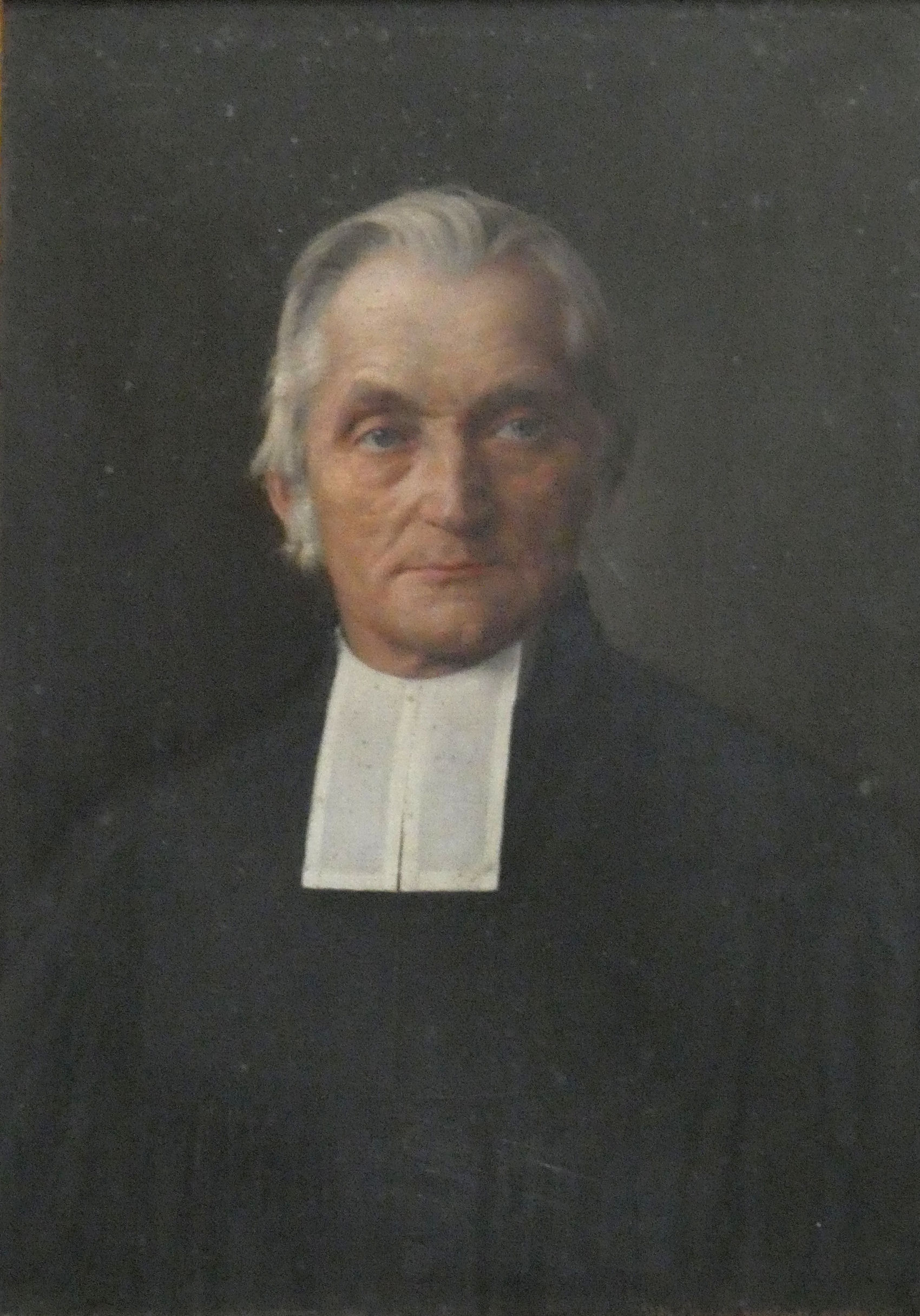
Porträt von Hermann Ludwig Dryander aus der Marktkirche Halle

Hermann Ludwig Dryander (* 22. Dezember 1809 in Halle (Saale); † 15. Februar 1880 ebenda) war ein deutscher evangelischer Theologe. Dryander war Lehrer und Superintendent  sowie Oberpfarrer an der Marktkirche Unser Lieben Frauen in Halle. Seit 1866 war er Mitglied des Konsistoriums der Provinz Sachsen.

## Leben

### Familie
Dryander entstammte einer alten Pfännerfamilie, die seit dem Dreißigjährigen Krieg in Halle ansässig war. Sein Großvater Hermann Benjamin Dryander (* 30. August 1740 in Halle; † 16. Juni 1816 in Halle) wurde Königlich preußischer Hofrat sowie Universitäts- und Pfännerschaftssyndikus. Sein Vater Friedrich August Dryander (* 25. Juli 1782 in Halle; † 5. Juli 1854 in Halle) war Jurist und ab 1819 Universitätsrichter. Er heiratete am 24. Februar 1809 in der Marktkirche Unser Lieben Frauen in Halle Caroline Wilhelmine (* 6. Juli 1788 in Halle; † 14. Mai 1877 in Halle), die Tochter des Kaufmanns Jacques (Jakob) Louis Bassenge (1750–1809).
Hermann Ludwig war der älteste Sohn von vier Kindern des Paares. Sein jüngerer Bruder Carl Julius Dryander (1811–1897) wurde Jurist. Er war Mitglied des Provinziallandtages der Provinz Sachsen und Ehrenbürger der Stadt Halle.

### Beruflicher Werdegang
Dryander besuchte das Pädagogium in den Franckeschen Stiftungen in Halle und begann 1832 ein Theologiestudium an der Universität Halle unter anderem bei August Tholuck und Carl Christian Ullmann. Zu seinen Kommilitonen gehörte der spätere Geograph Hermann Adalbert Daniel, mit dem ihn eine lebenslange Freundschaft verband. Er bestand das erste Staatsexamen und beendete seine Studien an der Berliner Universität. In Berlin besuchte er noch Vorlesungen von August Neander und Friedrich Schleiermacher und absolvierte erfolgreich das zweite Staatsexamen.
Dryander wurde zunächst als Lehrer an der Töchterschule der Franckeschen Stiftungen in Halle angestellt. 1834 erhielt er eine Berufung als Diakon an der Marktkirche Unser Lieben Frauen. Am 7. Dezember 1834 wurde er von dem Superintendenten Ferdinand Guericke in das Amt eingeführt, am 3. Advent 1834 hielt er dort seine Antrittspredigt. Nach dem Ruhestand von Fürchtegott Christian Fulda wurde Dryander 1844 einstimmig zum Archidiakon an der Marktkirche gewählt, ein Amt, der er bis 1876 ausübte. 1846 erhielt Dryander die Berufung als Superintendent der zweiten Landephorie Halle. 1847 gehörte er zu den Mitbegründern des Frauenvereins für Armen- und Krankenpflege, dessen Vorsitz er ab 1848 selbst übernahm. Außerdem war er, zusammen mit August Tholuck, ein großer Förderer des Gustav-Adolf-Vereins. Für eine Neuauflage des Halleschen Stadtgesangbuches übernahm er die Redaktion.
Im Oktober 1858 erkrankte er schwer und konnte erst wieder im Mai des folgenden Jahres sein Amt als Archidiakon antreten. 1866 berief ihn das Konsistorium zum Pfarrer des Amts Giebichenstein, was er aber ablehnte. Noch im gleichen Jahr wurde er als Mitarbeiter in das Konsistorium der preußischen Provinz Sachsen aufgenommen und zum Konsistorialrat ernannt. Für seine Verdienste erhielt Dryander am 21. Juni 1867 von der Theologischen Fakultät der Universität Halle die Ehrendoktorwürde. Bei der außerordentlichen Generalsynode 1874 stimmte Dryander für die Annahme der neuen Synodalverfassung. 1876 wurde er Oberpfarrer an der Marktkirche Unser Lieben Frauen in Halle und Superintendent der Stadtephorie Halle. Mit dem Amt des Oberpfarrers übernahm er gleichzeitig als Bibliothekar die Leitung der Marienbibliothek, eine der ältesten und größten Kirchenbibliotheken in Deutschland.
Hermann Ludwig Dryander starb am 15. Februar 1880, im Alter von 70 Jahren, in Halle an einer Lungenentzündung. Er wurde auf dem halleschen Stadtgottesacker bestattet, sein Grab befindet sich im Gruftbogen 41, dem Erbbegräbnis der Familie Dryander.

### Ehen und Nachkommen
Hermann Ludwig Dryander heiratete am 3. September 1837 in der Marktkirche Unser Lieben Frauen in Halle Franziska Maria Delbrück (* 9. März 1813 in Dessau; † 24. März 1849 in Halle), die Tochter von Gottlieb Delbrück und Schwester von Adelbert Delbrück. Das Paar hatte drei Kinder, zwei Söhne und eine Tochter. Der älteste Sohn Ernst Dryander (1843–1922) wurde wie sein Vater Theologe. Die einzige Tochter Elisabeth (* 27. Juli 1846 in Halle; † 1931) ehelichte den halleschen Pfarrer Eduard Grüneisen (1841–1916), sie waren die Eltern des Physikers Eduard Grüneisen. Nach dem frühen Tod seiner Gattin heiratete Dryander 1853 in zweiter Ehe die Stiefschwester seiner Frau Hedwig Charlotte Auguste Delbrück (* 22. September 1826 in Halle; † 16. Januar 1898 in Halle). Die Ehe blieb kinderlos.

## Veröffentlichungen (Auswahl)
- Zwei Predigten am Sonntage nach dem Tode des Hochseligen Königs und am Sonntage nach der Huldigungsfeier. Halle 1840.
- Das dritte Reformations-Jubelfest der Stadt Halle. Halle 1841.
- Predigt für die evangelische Schuljugend am zweiten Tage des Hallischen Reformations-Jubelfestes. Halle 1841.
- Worte der Liebe am Grabe Gottlieb Delbrück's im Kreise seiner trauernden Kinder und Freunde. Halle 1842.
- Rede am Grabe des selig vollendeten Dr. Johann Carl Thilo am 20. Mai 1853. Halle 1853.